# Coppa del Presidente degli Emirati Arabi Uniti 2012-2013
La Coppa del Presidente degli Emirati Arabi Uniti 2012-2013 è la trentaquattresima edizione della competizione a cui partecipano le migliori 28 squadre degli Emirati Arabi Uniti.
A vincere la competizione è l'Al Ahli Club che si aggiudica la sua ottava edizione del trofeo nazionale dopo una emozionate finale vinta per 4-3 contro l'Al Shabab Al Arabi Club.
La squadra che si aggiudica il trofeo ha la possibilità di partecipare alla fase a gironi della AFC Champions League 2014, essendo già qualificata alla Champions come seconda classificata in Pro-League viene ammessa alla massima competizione continentale la quarta classificata in campionato.

## Fase a Gironi
Alla Fase a Gironi hanno preso parte le 14 squadre della UAE Second Division e i vincitori di ciascuno dei gironi è avanzato al secondo turno.

### Gruppo A
| Pos. | Team               | GP | W | D | L | GS | GA | GD | Pts |
| ---- | ------------------ | -- | - | - | - | -- | -- | -- | --- |
| 1    | Fujairah           | 3  | 2 | 0 | 1 | 9  | 7  | +2 | 6   |
| 2    | Al-Uruba           | 3  | 2 | 0 | 1 | 8  | 5  | +3 | 6   |
| 3    | Al Arabi           | 3  | 1 | 0 | 2 | 6  | 8  | -2 | 3   |
| 4    | Al Jazira Al Hamra | 3  | 1 | 0 | 2 | 5  | 8  | -3 | 3   |

| 27 settembre 2012 | Al-Arabi           | 1–3 | Al Jazira Al Hamra |
| 27 settembre 2012 | Al Urooba          | 1–4 | Al Fujairah        |
| 5 ottobre 2012    | Al Jazira Al Hamra | 0–3 | Al Urooba          |
| 5 ottobre 2012    | Al Fujairah        | 1–4 | Al-Arabi           |
| 13 ottobre 2012   | Al Jazira Al Hamra | 2–4 | Al Fujairah        |
| 13 ottobre 2012   | Al Urooba          | 4–1 | Al-Arabi           |

Fonte: Soccerway

### Gruppo B
| Pos. | Team       | GP | W | D | L | GS | GA | GD | Pts |
| ---- | ---------- | -- | - | - | - | -- | -- | -- | --- |
| 1    | Al Thaid   | 2  | 1 | 1 | 0 | 2  | 1  | +1 | 4   |
| 2    | Masfut     | 2  | 0 | 2 | 0 | 3  | 3  | 0  | 2   |
| 3    | Al-Khaleej | 2  | 0 | 1 | 1 | 2  | 3  | -1 | 1   |

| 27 settembre 2012 | Al Khaleej Khor Fakkan | 0–1 | Al Thaid               |
| 5 ottobre 2012    | Al Thaid               | 1–1 | Masfut                 |
| 13 ottobre 2012   | Masfut                 | 2–2 | Al Khaleej Khor Fakkan |

Fonte: Soccerway

### Gruppo C
| Pos. | Team        | GP | W | D | L | GS | GA | GD | Pts |
| ---- | ----------- | -- | - | - | - | -- | -- | -- | --- |
| 1    | Emirates    | 2  | 1 | 1 | 0 | 10 | 3  | +7 | 4   |
| 2    | Masafi Club | 2  | 0 | 2 | 0 | 5  | 5  | 0  | 2   |
| 3    | Al-Taawon   | 2  | 0 | 1 | 1 | 2  | 9  | -7 | 1   |

| 28 settembre 2012 | Emirates  | 7–0 | Al-Taawon |
| 6 ottobre 2012    | Al-Taawon | 2–2 | Masafi    |
| 13 ottobre 2012   | Masafi    | 3–3 | Emirates  |

Fonte: Soccerway

### Gruppo D
| Pos. | Team          | GP | W | D | L | GS | GA | GD | Pts |
| ---- | ------------- | -- | - | - | - | -- | -- | -- | --- |
| 1    | Sharjah       | 3  | 2 | 1 | 0 | 8  | 3  | +5 | 7   |
| 2    | Dibba Al Hisn | 3  | 2 | 0 | 1 | 7  | 5  | +2 | 6   |
| 3    | Hatta Club    | 3  | 0 | 2 | 1 | 3  | 5  | -2 | 2   |
| 4    | Al-Ramms      | 3  | 0 | 1 | 2 | 3  | 8  | -5 | 1   |

| 28 settembre 2012 | Dibba Al-Hisn | 3–1 | Hatta         |
| 28 settembre 2012 | Al Ramms      | 1–4 | Al Sharjah    |
| 6 ottobre 2012    | Al Sharjah    | 3–1 | Dibba Al-Hisn |
| 6 ottobre 2012    | Hatta         | 1–1 | Al Ramms      |
| 13 ottobre 2012   | Dibba Al-Hisn | 3–1 | Al Ramms      |
| 13 ottobre 2012   | Al Sharjah    | 1–1 | Hatta         |

Fonte: Soccerway

## 2º turno
Le quattro squadre vincitrici dei gironi sono entrate in questo turno
| Ras al-Khaimah 19 ottobre 2012 | Al Thaid | 1 – 3 referto | Sharjah | Emirates Club Stadium |

| Sharjah 19 ottobre 2012 | Fujairah | 2 – 0 referto | Emirates | Stadio Sharjah |

I vincitori si qualificano per gli ottavi di finale, dove si incontreranno con le 14 squadre della UAE Arabian Gulf League.

## Fase finale

### Ottavi di finale
| Squadra 1  | Risultato       | Squadra 2         |
| ---------- | --------------- | ----------------- |
| Al Dhafra  | 1 - 1 (3-4 dcr) | Shabab Al-Ahli    |
| Dubai Club | 0 - 2           | Baniyas           |
| Ajman      | 1 - 2           | Al-Jazira         |
| Al-Ain     | 4 - 0           | Fujairah          |
| Al-Shaab   | 1 - 4           | Al-Wahda          |
| Sharjah    | 3 - 1           | Ittihad Kalba     |
| Al-Shabab  | 3 - 1           | Al-Nasr           |
| Al-Wasl    | 1 - 2 (dts)     | Dibba Al-Fujairah |

| Al Ain 19 dicembre 2012, ore 12:50                                                                        | Al-Shaab  | 1 – 4 referto                                            | Al-Wahda | Sheikh Khalifa International Stadium (2.057 spett.) |
| \| \| \| \| \| M. La rent 65’ \| Marcatori \| 6’, 21’ Marcelinho 77’ S. Al Kathiri 81’ T. Abdul Razzaq \| |           |                                                          |          |                                                     |
| |           |                                                          |          |                                                     |
| M. La rent 65’                                                                                            | Marcatori | 6’, 21’ Marcelinho 77’ S. Al Kathiri 81’ T. Abdul Razzaq |          |                                                     |

| Abu Dhabi 19 dicembre 2012, ore 15:50                                                               | Al Dhafra            | 1 – 1 referto  | Al-Ahli Dubai | Al-Nahyan Stadium (1.978 spett.) |
| \| \| \| \| \| A. Al Hammadi 50’ \| Marcatori \| 37’ L. Jiménez \| \| \| Tiri di rigore 3 – 4 \| \| |                      |                |               |                                  |
| |                      |                |               |                                  |
| A. Al Hammadi 50’                                                                                   | Marcatori            | 37’ L. Jiménez |               |                                  |
| | Tiri di rigore 3 – 4 |                |               |                                  |

| Ras al-Khaimah 20 dicembre 2012, ore 12:40                                 | Al-Wasl   | 1 – 2 referto              | Dibba Al-Fujairah | Emirates Club Stadium (2.648 spett.) |
| \| \| \| \| \| E. Alfaro 80’ \| Marcatori \| 82’ Alex 93’ A. Al Hussain \| |           |                            |                   |                                      |
|                                                                            |           |                            |                   |                                      |
| E. Alfaro 80’                                                              | Marcatori | 82’ Alex 93’ A. Al Hussain |                   |                                      |

| Dubai 20 dicembre 2012, ore 12:45                                  | Ajman     | 1 – 2 referto        | Al-Jazira | Al Maktoum Stadium (4.202 spett.) |
| \| \| \| \| \| B. Kabi 18’ \| Marcatori \| 20’, 90’ R. Oliveira \| |           |                      |           |                                   |
|                                                                    |           |                      |           |                                   |
| B. Kabi 18’                                                        | Marcatori | 20’, 90’ R. Oliveira |           |                                   |

| Al Ain 20 dicembre 2012, ore 12:50                            | Dubai Club | 0 – 2 referto               | Baniyas | Sheikh Khalifa International Stadium (2.894 spett.) |
| \| \| \| \| \| \| Marcatori \| 38’ N. Carle 68’ A. Senghor \| |            |                             |         |                                                     |
|                                                               |            |                             |         |                                                     |
|                                                               | Marcatori  | 38’ N. Carle 68’ A. Senghor |         |                                                     |

| Dubai 20 dicembre 2012, ore 15:45                                              | Al-Shabab | 3 – 1 referto  | Al-Nasr | Zabeel Stadium (4.598 spett.) |
| \| \| \| \| \| Ciel 45’ Edgar Silva 50’, 65’ \| Marcatori \| 20’ G. Mascara \| |           |                |         |                               |
|                                                                                |           |                |         |                               |
| Ciel 45’ Edgar Silva 50’, 65’                                                  | Marcatori | 20’ G. Mascara |         |                               |

| Sharjah 20 dicembre 2012, ore 15:45                                                | Al-Ain    | 4 – 0 referto | Fujairah | Al-Sharjah Stadium (6.046 spett.) |
| \| \| \| \| \| J. Kembo Ekoko 30’, 45’ M. Ahmed 46’ A. Gyan 75’ \| Marcatori \| \| |           |               |          |                                   |
|                                                                                    |           |               |          |                                   |
| J. Kembo Ekoko 30’, 45’ M. Ahmed 46’ A. Gyan 75’                                   | Marcatori |               |          |                                   |

| Ras al-Khaimah 21 dicembre 2012, ore 15:45                                                     | Sharjah   | 3 – 1 referto | Ittihad Kalba | Emirates Club Stadium (868 spett.) |
| \| \| \| \| \| A. Ali Kamali 56’ Éder Luciano 58’ A. Zuway 73’ \| Marcatori \| 89’ J. Obaid \| |           |               |               |                                    |
|                                                                                                |           |               |               |                                    |
| A. Ali Kamali 56’ Éder Luciano 58’ A. Zuway 73’                                                | Marcatori | 89’ J. Obaid  |               |                                    |

### Quarti di finale
| Squadra 1      | Risultato | Squadra 2         |
| -------------- | --------- | ----------------- |
| Shabab Al-Ahli | 1 - 0     | Dibba Al-Fujairah |
| Al-Wahda       | 2 - 1     | Al-Jazira         |
| Al-Shabab      | 1 - 0     | Sharjah           |
| Al-Ain         | 2 - 1     | Baniyas           |

| Ras al-Khaimah 10 febbraio 2013, ore 15:45     | Al-Ahli Dubai | 1 – 0 referto | Dibba Al-Fujairah | Emirates Club Stadium (3.148 spett.) |
| \| \| \| \| \| Quaresma 63’ \| Marcatori \| \| |               |               |                   |                                      |
|                                                |               |               |                   |                                      |
| Quaresma 63’                                   | Marcatori     |               |                   |                                      |

| Abu Dhabi 10 febbraio 2013, ore 15:45                                       | Al-Wahda  | 2 – 1 referto | Al-Jazira | Baniyas Stadium (4.788 spett.) |
| \| \| \| \| \| Marcelinho 42’ Al Kathiri 92’ \| Marcatori \| 78’ Delgado \| |           |               |           |                                |
|                                                                             |           |               |           |                                |
| Marcelinho 42’ Al Kathiri 92’                                               | Marcatori | 78’ Delgado   |           |                                |

| Dubai 2 febbraio 2013, ore 15:45               | Al-Shabab | 1 – 0 referto | Sharjah | Rashed Stadium (2.487 spett.) |
| \| \| \| \| \| E. Obaid 79’ \| Marcatori \| \| |           |               |         |                               |
|                                                |           |               |         |                               |
| E. Obaid 79’                                   | Marcatori |               |         |                               |

| Dubai 10 febbraio 2013, ore 15:45                                          | Al-Ain    | 2 – 1 referto | Baniyas | Zabeel Stadium (3.942 spett.) |
| \| \| \| \| \| Brosque 14’ Al-Wehaibi 77’ \| Marcatori \| 68’ Aboutrika \| |           |               |         |                               |
|                                                                            |           |               |         |                               |
| Brosque 14’ Al-Wehaibi 77’                                                 | Marcatori | 68’ Aboutrika |         |                               |

### Semi-Finale
| Squadra 1 | Risultato | Squadra 2      |
| --------- | --------- | -------------- |
| Al-Shabab | 2-0       | Al-Wahda       |
| Al-Ain    | 1-2       | Shabab Al-Ahli |

| Abu Dhabi 5 maggio 2013, ore 14.10                                  | Al-Ain    | 1 – 2 referto         | Al-Ahli Dubai | Al-Nahyan Stadium |
| \| \| \| \| \| Brosque 82’ \| Marcatori \| 19’ Grafite 36’ Saeed \| |           |                       |               |                   |
|                                                                     |           |                       |               |                   |
| Brosque 82’                                                         | Marcatori | 19’ Grafite 36’ Saeed |               |                   |

| Al Ain 6 maggio 2013, ore 14.10                                | Al-Shabab | 2 – 0 referto | Al-Wahda | Sheikh Khalifa International Stadium |
| \| \| \| \| \| Haydarov 75’ Edgar Silva 80’ \| Marcatori \| \| |           |               |          |                                      |
|                                                                |           |               |          |                                      |
| Haydarov 75’ Edgar Silva 80’                                   | Marcatori |               |          |                                      |

### Finale
| Abu Dhabi 28 maggio 2013, ore 16.15                                                                               | Al-Ahli Dubai | 4 – 3 referto                 | Al-Shabab | Stadio Mohammed Bin Zayed |
| \| \| \| \| \| Hussain 5’ Grafite 15’ Jiménez 72’ Al Hammadi 97’ \| Marcatori \| 35’, 52’ Edgar Silva 82’ Ciel \| |               |                               |           |                           |
| |               |                               |           |                           |
| Hussain 5’ Grafite 15’ Jiménez 72’ Al Hammadi 97’                                                                 | Marcatori     | 35’, 52’ Edgar Silva 82’ Ciel |           |                           |